# SN 1971Q
SN 1971Q – niepotwierdzona supernowa odkryta 29 sierpnia 1971 roku w galaktyce A011042+3134. W momencie odkrycia miała maksymalną jasność 18,50m.